# Simulador de circuitos electrónicos

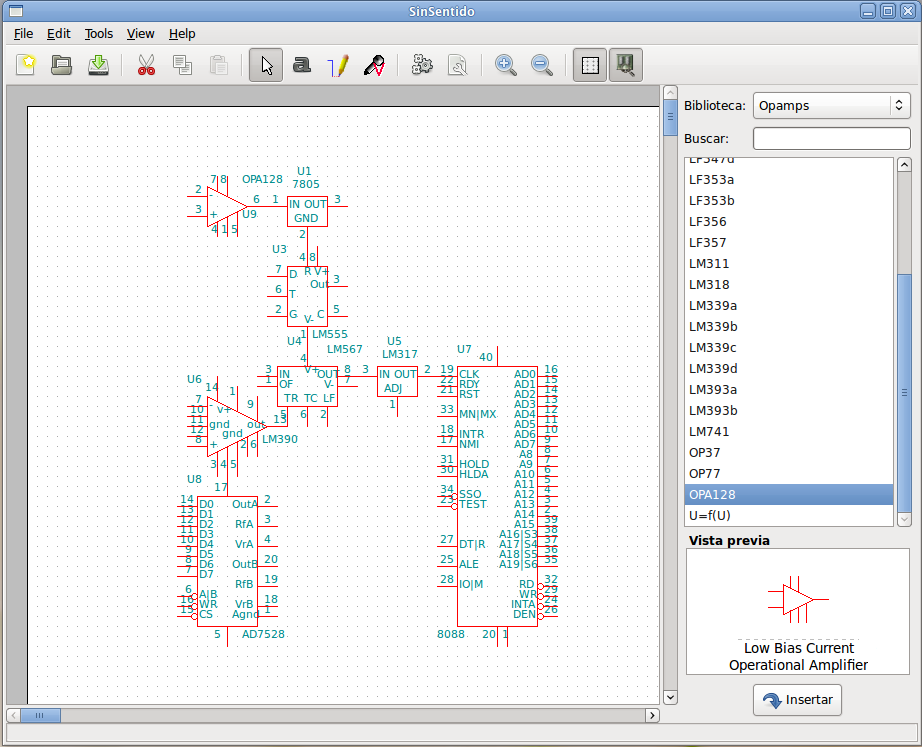
Captura de pantalla de Oregano simulando un circuito electrónico.

Un simulador de circuitos electrónicos es una herramienta de software  utilizada por profesionales en el campo de la electrónica y los estudiantes de las carreras de tecnologías de información. Ayuda a crear algún circuito que se desee ensamblar, ayudando a entender mejor el mecanismo, y ubicar las fallas dentro del mismo de manera sencilla y eficiente.

## Caracteristícas Generales
Los simuladores de circuitos cuentan con múltiples herramientas que te permiten realizar casi cualquier circuito, se pueden colocar circuitería básica como resistores, condensadores, fuentes de voltaje o LED; también se pueden usar semiconductores como compuertas AND,  OR,  XOR, XAND y circuitería  más compleja como un temporizador, biestables (flip-flop), Buffer y Unidades aritmética  y lógica.

## Historia
El diseño de estos programas de software llevan varios años siendo desarrollados y mejorado sus características,  Uno de los primeros simuladores creados fue SPICE, desarrollado por Donald Pederson en la Universidad de California en Berkeley en 1975. El funcionamiento de este programa se basa en línea de órdenes, las cuales no son tan fáciles de utilizar al momento de diseñar todo un circuito complejo y el usuario debe tener un conocimiento correcto sobre como utilizar las instrucciones correctas. Sin embargo, SPICE es fundamental para otros programas con mayor interactividad con el usuario, tales como Oregano o GEDA.
Existen muchos otros programas en el mercado que realizan la misma función, con diferentes grados de complejidad y de funcionalidad.

## Ventajas
Utilizar un simulador de circuitos le permite al ingeniero electrónico hacer pruebas sin correr el riesgo de dañar algún circuito, si eso llegase a ocurrir, implicaría mayor gasto de material semiconductor.
Cuando un circuito trabaje correctamente en el simulador, será más fácil armarlo en una tabla de prototipo (protoboard), y se puede tener la seguridad de que el circuito funcionará correctamente.
Con el simulador se puede hallar de manera más fácil los errores y problemas que surgen a la hora de ensamblar los circuitos eléctricos, con algunas herramientas que los programas ya cuentan como por ejemplo: multímetros, generadores de voltaje u osciloscopios.  
Algunos programas cuentan con diferentes vistas al circuito que se está armando. Se puede observar como si se estuviese conectando en un protoboard, o como un diagrama de conexiones. También se puede ver como una placa de circuitos la cual se puede mandar a fabricar con alguna compañía y así obtendrá un trabajo final funcionando.

## Desventajas
Algunos simuladores de circuitos no están lo suficientemente actualizados, y no cuentan con todos los chips del mercado, y eso sería un contratiempo para el diseñador, ya que deberá darse a la tarea de fabricar su propio semiconductor.
Cuando no se sabe cómo manejar el programa de simulación, genera retrasos en los diseños, se debe estudiar de manera completa todos los componentes y opciones que tiene el programa, para poder realizar el trabajo de manera correcta.